# Thomas Schiestl (Schauspieler)
Thomas Schiestl (* 7. August 1935 in Bremen; † 21. April 2017 in Worpswede) war ein deutscher Schauspieler und Hörspielsprecher.

## Leben
Thomas Schiestl war der Sohn des Kunstmalers Albert Schiestl (1883–1937) und der Schauspielerin Irmgard Schiestl, geb. Schott (1906–1984). Er erhielt seine Ausbildung an der Schauspielschule Mathey-Fein in Bochum. Engagements führten ihn u. a. an die Komödie Düsseldorf, das Bremer Zimmertheater und nach Wuppertal. In der Spielzeit 1972/73 gastierte Schiestl am Staatstheater Oldenburg, von 1980 bis 1988 stand er im Schlosstheater Celle unter Vertrag.
Seit Mitte der 1960er Jahre stand Thomas Schiestl auch immer wieder vor der Kamera, häufig als Gastdarsteller in bekannten Serien wie Die Männer vom K3, Die Pfefferkörner oder Der Landarzt, aber auch in Literaturverfilmungen wie Tadellöser & Wolff und Ein Kapitel für sich. 1971 war er in drei verschiedenen Episoden der Reihe Tatort zu sehen, 1984 spielte er neben Helga Feddersen in 13 Folgen der Serie Helga und die Nordlichter die Rolle des Helmut Hansen.
Daneben war Thomas Schiestl auch umfangreich als Sprecher in Produktionen von Radio Bremen und des NDR tätig, überwiegend in niederdeutschen Hörspielen.
Der Akkordeonspieler Thomas Schiestl lebte in Worpswede, wo er häufig Gast bei kulturellen Veranstaltungen war.

## Filmografie (Auswahl)
- 1965: Ein Tag – Bericht aus einem deutschen Konzentrationslager 1939
- 1966: Die Gefangenen von Murano
- 1968: Polizeifunk ruft – Der Spindmarder
- 1968: Einer fehlt beim Kurkonzert
- 1969: Damenquartett
- 1970: Gezeiten
- 1971: Tatort – Frankfurter Gold
- 1971: Tatort – Exklusiv!
- 1971: Tatort – Der Richter in Weiss
- 1973: Polizeistation – Heikos Bruder
- 1975: Tadellöser & Wolff (Episode #1.1)
- 1975: Zwei Finger einer Hand
- 1976: Aus nichtigem Anlaß
- 1978: Gesucht wird ... – Ole Jansen
- 1978: Winterspelt 1944
- 1979: Ein Kapitel für sich (Episode #1.2)
- 1980: Ein Kapitel für sich (Episode #1.3)
- 1981: I. O. B. – Spezialauftrag – Weiße Segel
- 1982: Die Pawlaks – Eine Geschichte aus dem Ruhrgebiet
- 1984: Helga und die Nordlichter (13 Folgen als Helmut Hansen)
- 1986: Finkenwerder Geschichten
- 1987: Der Landarzt – Der Lockvogel
- 1993: Die Männer vom K3 – Dreckiges Geld
- 1994: Immenhof – Eine verhängnisvolle Bürgschaft
- 1996: Heimatgeschichten – Familienbande
- 1998: Heimatgeschichten – Das Erbe von Greetsiel
- 2001: Die Pfefferkörner – Der Fluch der Mumie
- 2005: Der Landarzt – Eckholms Geburtstag
- 2007: Doppelter Einsatz – Nackte Angst

## Hörspiele (Auswahl)
- 1966: Die Juwelen der Herzogin – Regie: Jo Hanns Müller
- 1967: Rückfahrkarte nach Freiburg – Regie: Till Bergen
- 1967: De Vergantschoster – Regie: Hans Helge Ott
- 1974: Ich, Heinrich von Kleist, kann da im Grund für alle Schriftsteller sprechen, liebe Lehrerinnen und Lehrer – Regie: Horst Loebe
- 1975: Die Brüder Löwenherz (3 Folgen) – Regie: Charlotte Niemann
- 1976: Dwarslöpers – Regie: Hans-Jürgen Ott
- 1977: Johanninacht – Regie: Curt Timm
- 1980: "Annelie, 7 Jahre..." – Regie: Otto Düben
- 1981: Troerspeel – Regie: Walter Bäumer
- 1981: Wenn de Veehhändler kummt – Regie: Claus Boysen
- 1982: De Düvelsbarg – Regie: Hans-Jürgen Ott
- 1983: Graf Dracula op Lüttjenoog – Regie: Hans Helge Ott
- 1985: Hochzeitsgäste – Regie: Günter Bommert
- 1986: Scheiro – De Weg na baben – Regie: Hans Helge Ott
- 1987: Deevsgood – Regie: Hans-Jürgen Ott
- 1988: Veehjöd Levi – Regie: Michael Leinert
- 1990: Sisyphos – Regie: Jochen Schütt
- 1991: Schuld is blots de Wiehnachtsboom – Regie: Walter A. Kreye
- 1994: Postillon retour – Regie: Michael Leinert
- 2005: Mullworpsdörp – Regie: Jochen Schütt
- 2007: Dood in't Watt – Regie: Jochen Schütt